# 501
501（五百一、ごひゃくいち）は自然数、また整数において、500の次で502の前の数である。

## 性質
- 501は合成数であり、約数は 1, 3, 167, 501 である。
  - 約数の和は672。
    - 約数の和が倍積完全数672になる6番目の数である。1つ前は455、次は581。
    - 約数の和が倍積完全数になる14番目の数である。1つ前は455、次は581。
- 154番目の半素数である。1つ前は497、次は502。
- 素数の総和で表せる18番目の数である。501 = 2 + 3 + … + 61 。1つ前は440、次は568。
- 各位の和が6になる26番目の数である。1つ前は420、次は510。
- 501 = 100 × 5 + 1
  - n = 5 のときの 100n + 1 の値とみたとき1つ前は401、次は601。(オンライン整数列大辞典の数列 A158128)
- 501 = 12 + 42 + 222 = 12 + 102 + 202 = 42 + 142 + 172 = 72 + 142 + 162
  - 3つの平方数の和4通りで表せる50番目の数である。1つ前は485、次は502。(オンライン整数列大辞典の数列 A025324)
  - 異なる3つの平方数の和4通りで表せる37番目の数である。1つ前は491、次は510。(オンライン整数列大辞典の数列 A025342)
- 501 = 32 + 42 + 52 + 62 + 72 + 82 + 92 + 102 + 112

## その他 501 に関連すること
- JR東日本の水カツ所属の常磐線交直電車、E501系
- ダーツの公式大会で01ゲームを行う際の初期得点は501点。
- HTTPステータスコード501は、サーバが呼び出しされたコンテンツの提供に対応していない場合に出される、「Not Implemented」エラー。

### 符号「501」
- リーバイスが生産する代表的なジーンズのブランド。
- NTTドコモ初のiモード対応携帯電話デジタル・ムーバのシリーズは501i。
- フロントウイングが開発した成人向けゲーム。→501 (ゲーム)
- ニコンF-501はニコンが初めて（もしくはF3AFの次に）製造した本格的AF一眼レフカメラ。
- 501系または501形を称する鉄道車両
- 伊号第五〇一潜水艦 - 大日本帝国海軍の潜水艦。
- U-501 - ドイツ国防軍海軍のIXC型Uボート（German submarine U-501）。
- 第五〇一海軍航空隊 - 大日本帝国海軍の海軍航空隊。
- 歩兵第五〇一連隊 - 大日本帝国陸軍の歩兵連隊。
- 第501飛行隊 (航空自衛隊) - 航空自衛隊の偵察航空隊。
- 第501重戦車大隊 - ドイツ国防軍陸軍の重戦車大隊。
- 第501歩兵連隊 - アメリカ陸軍の歩兵連隊（501st Infantry Regiment）。
- 第501軍事情報旅団 - アメリカ陸軍の情報部隊（501st Military Intelligence Brigade）
- 第501戦闘支援航空団 - アメリカ空軍の航空団（501st Combat Support Wing）。
- 第501海兵戦闘攻撃訓練飛行隊 - アメリカ海兵隊の飛行隊（VMFAT-501）。
- 第501飛行隊 (イギリス予備空軍) - イギリス予備空軍の飛行隊（No. 501 Squadron RAF）。
- 第501＝第503戦車連隊 - フランス陸軍の戦車連隊。
- 501部隊（ザ・ファイブ・オー・ファースト） - 映画『スター・ウォーズシリーズ』に登場する脇役ストームトルーパー等、帝国軍兵士のコスチュームプレイを楽しむ国際ファン団体。各種催しに参加する他、病院等の各施設を慰問訪問する等のボランティア活動も行っている。
- 第501大隊 - 映画『スター・ウォーズ』に登場した主人公・アナキン・スカイウォーカーが率いるクローン・トルーパーの特殊部隊（501st Legion）。上記の団体名が元になっている。
- 連合軍第501統合戦闘航空団「STRIKE WITCHES」　- アニメ『ストライクウィッチーズ』に登場する架空の部隊。
- 近衛衆兵独立鉄虎第501大隊　- 小説 『皇国の守護者』に登場する架空の部隊。
- 第501機動対戦車中隊「ガングリフォン」 - ゲーム『ガングリフォン』に登場する架空の部隊。
- 陸軍特科501機関 - アニメ『攻殻機動隊 ARISE』に登場する架空の部隊。